# Zdolbunyiv

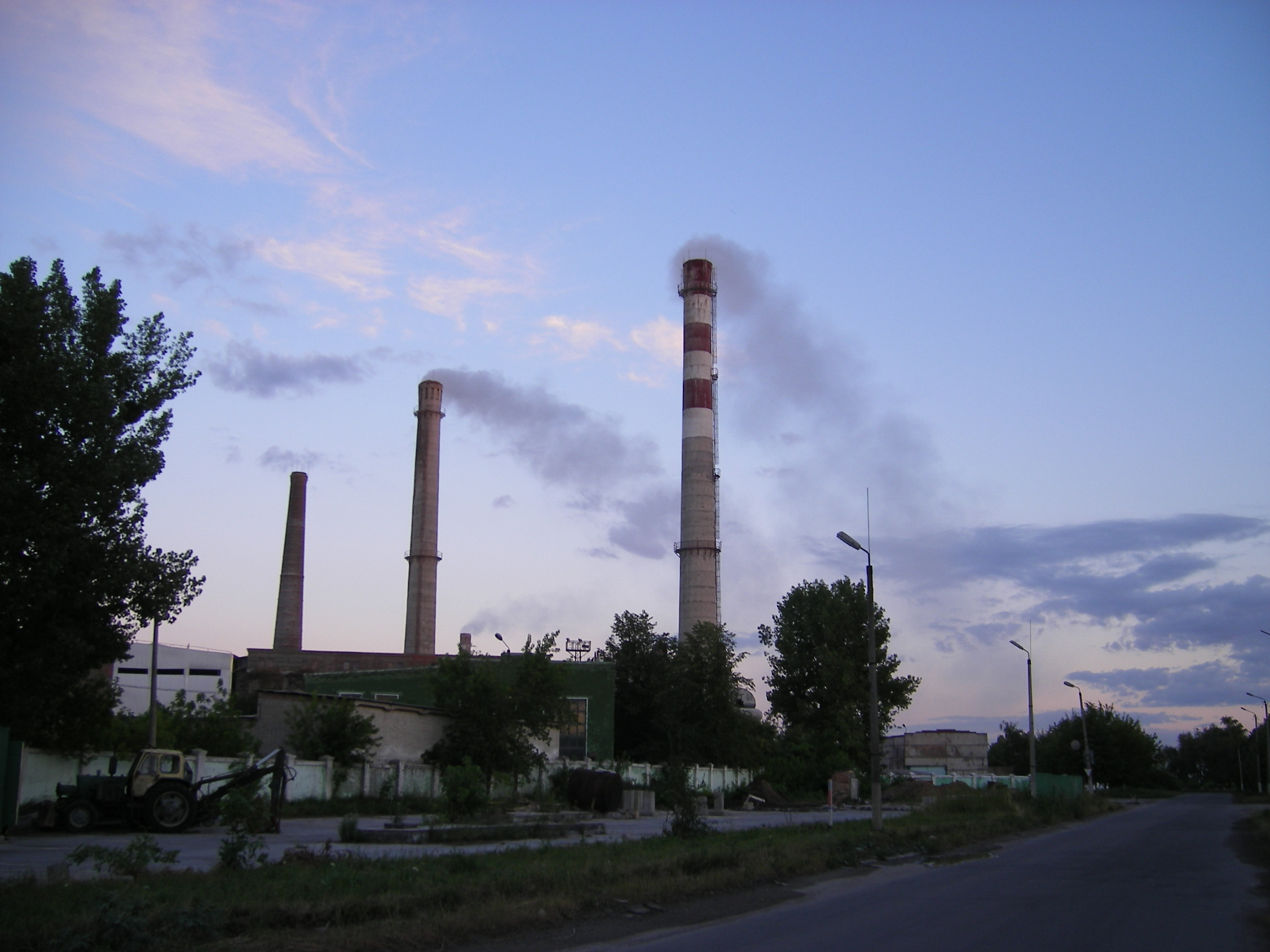
A zdolbunyivi cementgyár

Zdolbunyiv (Здолбунів, oroszul Здолбунов – Zdolbunov, lengyelül Zdołbunów) iparváros és vasúti csomópont Ukrajna Rivnei területén, a Zdolbunyivi járás székhelye. A 2001-es népszámláláskor 24,6 ezer lakosa volt. Rivnétől 12 km-re délre az Usztje-folyó partján fekszik, de csaknem teljesen egybeépült vele. Legfontosabb ipari létesítménye a cementgyár, mely 1956-ban kezdte meg termelését. Pályaudvaráról Lviv, Rivne/Kovel és Kijev felé ágaznak el a sínek. Vasszerkezetek gyártása, palafeldolgozás. 1922-ben itt született Stanisław Fijałkowski lengyel festőművész.
Első írásos említése 1497-ből származik, ekkoriban az Ostrozki-hercegek birtokán levő hutor volt. Mai nevén 1629-ben említik először. Csak a vasútvonalak megépülésével (1873) indult fejlődésnek. 1897-ben 4,7 ezer lakosa volt. A zdolbunyivi vasutasok 1905-ben sztrájkkal és demonstrációkkal vettek részt a forradalomban. A helyi munkások a lengyel uralom (1919-1939) alatt is szervezkedtek, a német megszállás (1941-1944) idején pedig szabotázsakciókat folytattak a vasúti szállításban. Az ellenállás vezetője, Nyikolaj Prihogyko (a Szovjetunió hőse címet halála után kapta meg) volt. A fasiszták kegyetlen megtorlásainak mintegy 6 ezer ember esett áldozatul a járásban. A környező mészkőbányászatot kisebb cementgyár korábban (1883 óta) is hasznosította, az új nagyüzem csak az 1950-es években épült fel. 1970-ben 21 ezer lakosa volt.

## Külső hivatkozások
- Zdolbunyiv honlapja (ukránul)